# 1938 في كندا
فيما يلي قوائم الأحداث التي وقعت خلال عام 1938 في كندا.

## سياسة

### تعيين في المنصب
- 1 يناير – رالف داي عمدة تورونتو [الإنجليزية]‏.

### انتهاء فترة المنصب
- 1 يناير – جورج كلارك ميلر عمدة فانكوفر ‏.
- 1 يناير – جون ريتشاردسون Bishop of Fredericton ‏.

## مواليد

### يناير
- 1 يناير – أرلين ستامب فنانة كندية.
- 1 يناير – أندرو هاتشيسون قس كندي.
- 1 يناير – أوي غوستافسون
- 1 يناير – إدوارد أ. لاسي كاتب كندي.
- 13 يناير – ويليام ب ديفيس ممثل كندي.
- 21 يناير – دوغ لينوكس ممثل كندي.
- 27 يناير – بيتر د. كلارك سياسي كندي.
- 31 يناير – ميشيل هارفي لاعب هوكي جليد كندي.

### فبراير
- 1 فبراير – بوب بلاكبيرن لاعب هوكي جليد كندي.
- 11 فبراير – دون وليامز ممثل كندي.
- 19 فبراير – دتش ماسون موسيقي كندي.
- 25 فبراير – بليك بال لاعب هوكي جليد كندي.

### مارس
- 1 مارس – دونكان والاس قس كندي.
- 5 مارس – ديفيد أ. فريدمان رياضياتي أمريكي.
- 6 مارس – باسيل بولتن طبيب كندي.
- 12 مارس – ريتش هيلي لاعب هوكي جليد كندي.
- 13 مارس – بيتر بيرسون
- 18 مارس – بوب نيفين لاعب هوكي جليد كندي.
- 19 مارس – إد فولتون سياسي كندي.
- 21 مارس – تيري غراي لاعب هوكي جليد كندي.
- 22 مارس – بيرت براون سياسي كندي.
- 22 مارس – تشارلز انجلوا سياسي كندي.
- 23 مارس – بوب باوتشر لاعب هوكي جليد كندي.
- 23 مارس – غاري ستيوارت سياسي كندي.
- 23 مارس – لاري شنايدر سياسي كندي.
- 26 مارس – ويليام دوغلاس ستيوارت سياسي كندي.
- 31 مارس – تاي لوند سياسي كندي.

### أبريل
- 9 أبريل – توم مارشال كاتب كندي.
- 12 أبريل – دونالد بيلون ممثل كندي.
- 23 أبريل – جورج شيبرد
- 27 أبريل – آلان كارون لاعب هوكي جليد كندي.
- 28 أبريل – ألان جيبسون مخرج أفلام كندي.
- 29 أبريل – دياني بارويك
- 30 أبريل – باد برادلي سياسي كندي.

### مايو
- 5 مايو – باربرا فاغنر متزلجة فنية كندية.
- 7 مايو – ستيوارت سميث سياسي كندي.
- 13 مايو – لوران بودوان رجل أعمال كندي.
- 14 مايو – دون بلاكبيرن لاعب هوكي جليد كندي.
- 16 مايو – جيم كوتس سياسي كندي.
- 22 مايو – آلان غانون ملحن كندي.
- 24 مايو – بروس غامبل لاعب هوكي جليد كندي.
- 24 مايو – تومي تشونغ
- 28 مايو – هارولد مان ملاكم كندي.

### يونيو
- 10 يونيو – ايرين راسيل
- 10 يونيو – موراي دافيسون لاعب هوكي جليد كندي.
- 11 يونيو – أندي براندت سياسي كندي.
- 13 يونيو – تيري جونز سياسي كندي.
- 25 يونيو – ديفيد جي. أ. ماكلين محامي كندي.
- 26 يونيو – فريدريك ستيفان إيتون دبلوماسي كندي.
- 27 يونيو – جون بي. باوتشر سياسي كندي.

### يوليو
- 5 يوليو – رولان ديون سياسي كندي.
- 11 يوليو – رون ريان
- 17 يوليو – ليونارد لي
- 18 يوليو – هيلين غاردينر ناشطة كندية.
- 27 يوليو – مادلين غانيون
- 29 يوليو – بيتر جينينغز صحفي من الولايات المتحدة الأمريكية.
- 29 يوليو – جان روشون سياسي كندي.

### أغسطس
- 8 أغسطس – دون كينان لاعب هوكي جليد كندي.
- 9 أغسطس – ديف غودفري كاتب كندي.
- 10 أغسطس – لويد هادون لاعب هوكي جليد كندي.
- 12 أغسطس – جان بول سياسي كندي.
- 19 أغسطس – راي كاميرون كاتب سيناريو كندي.
- 20 أغسطس – آن كاميرون كاتبة كندية.
- 20 أغسطس – تشاك آدمسون لاعب هوكي جليد كندي.
- 24 أغسطس – ألان رونالد عالم أحياء دقيقة كندي.
- 28 أغسطس – بول مارتن رئيس وزراء كندا.
- 31 أغسطس – مارفن مور سياسي كندي.

### سبتمبر
- 5 سبتمبر – دان باتريك لاعب هوكي جليد كندي.
- 6 سبتمبر – جيمس دبليو. روس سياسي كندي.
- 10 سبتمبر – دوني ماكليود سياسي كندي.
- 12 سبتمبر – آن هيلم
- 17 سبتمبر – باري إم. غوغ مؤرخ كندي.
- 20 سبتمبر – جان دي برابانت محامي كندي.
- 23 سبتمبر – بروس مكافري سياسي كندي.
- 23 سبتمبر – جون ارين

### أكتوبر
- 3 أكتوبر – جاك هودغينز كاتب كندي.
- 4 أكتوبر – بيتر كيرنز ضابط بحري كندي.
- 7 أكتوبر – غاري بيرغمان لاعب هوكي جليد كندي.
- 10 أكتوبر – آلان برادلي
- 11 أكتوبر – لين برودريك لاعب هوكي جليد كندي.
- 17 أكتوبر – ريد أرمسترونغ لاعب هوكي جليد كندي.
- 21 أكتوبر – كارل بروير لاعب هوكي جليد كندي.
- 28 أكتوبر – غاري كوان

### نوفمبر
- 3 نوفمبر – يفون كورمير
- 7 نوفمبر – دونالد فلمنج كيميائي كندي.
- 8 نوفمبر – كرايغ أوليفر صحفي كندي.
- 13 نوفمبر – واين هيلمان لاعب هوكي جليد كندي.
- 16 نوفمبر – دونالد أوليفر سياسي كندي.
- 16 نوفمبر – موريس فيش
- 17 نوفمبر – جوردون لايتفوت
- 19 نوفمبر – نيل كاميرون سياسي كندي.
- 20 نوفمبر – كولين فوكس ممثل كندي.
- 30 نوفمبر – نيل روبرتسون

### ديسمبر
- 10 ديسمبر – ارين فينكلر
- 14 ديسمبر – روبرت كوربيت سياسي كندي.
- 16 ديسمبر – جون ألان كاميرون مغني كندي.
- 16 ديسمبر – ساندي كاميرون سياسي كندي.
- 25 ديسمبر – نويل بيكار لاعب هوكي جليد كندي.
- 30 ديسمبر – ديفيد ويليام سميث سياسي كندي.

## وفيات

### يناير
- 1 يناير – إي. في. غوردون (مواليد 1896) لغوي كندي.
- 1 يناير – جورج سميث (مواليد 1864) سياسي كندي.
- 1 يناير – ماري ديغنام (مواليد 1860) فنانة كندية.
- 4 يناير – ويليام ريان (مواليد 1887) سياسي كندي.
- 11 يناير – أرشيبالد جون ماكدونالد (مواليد 1876) سياسي كندي.
- 13 يناير – ويليام إل. والش (مواليد 1857) سياسي كندي.
- 26 يناير – ويليام صموئيل هال (مواليد 1871) سياسي كندي.

### فبراير
- 10 فبراير – فرانك بورتر باترسون (مواليد 1876) سياسي كندي.
- 16 فبراير – توماس مولوي (مواليد 1852) سياسي أسترالي.
- 23 فبراير – ماثيو روبرت دونكان (مواليد 1863) سياسي كندي.

### مارس
- 23 مارس – توماس والتر سكوت (مواليد 1867) سياسي كندي.

### أبريل
- 8 أبريل – روبرت ريتشارد هال (مواليد 1865) سياسي كندي.
- 14 أبريل – ليفي تومسون (مواليد 1855) سياسي كندي.
- 28 أبريل – روبرت تيت ماكنزي (مواليد 1867) فنان كندي.

### مايو
- 27 مايو – أوبيرت كوتيه (مواليد 1881) مصارع هاوي كندي.
- 28 مايو – جورج باربر (مواليد 1884)
- 31 مايو – ويليام جاكسون (مواليد 1858) سياسي كندي.

### يونيو
- 3 يونيو – الكسندر إدواردز (مواليد 1876) سياسي كندي.
- 24 يونيو – فرانك كارول (مواليد 1879) مدرب هوكي جليد كندي.
- 25 يونيو – هيرب كلارك (مواليد 1887) لاعب هوكي جليد كندي.
- 28 يونيو – توماس أهيرن (مواليد 1855) مهندس كندي.

### يوليو
- 5 يوليو – جوزيف ليكومت (مواليد 1850) سياسي كندي.
- 25 يوليو – هنري بيرسيفال بيغار (مواليد 1872) مؤرخ كندي.
- 31 يوليو – دوك ميلر (مواليد 1883) لاعب كرة قاعدة من الولايات المتحدة الأمريكية.

### أغسطس
- 21 أغسطس – صموئيل ويليام جاكوبس (مواليد 1871) سياسي كندي.
- 23 أغسطس – ليندسي ك. غاردنر (مواليد 1875) سياسي كندي.

### سبتمبر
- 1 سبتمبر – ماري سبنسر (مواليد 1857) مصورة كندية.
- 27 سبتمبر – هوراشيو ووكر (مواليد 1858) رسام كندي.

### أكتوبر
- 16 أكتوبر – جو نايت (مواليد 1859) لاعب كرة قاعدة من الولايات المتحدة الأمريكية.
- 22 أكتوبر – ماي جين (مواليد 1862)

### نوفمبر
- 3 نوفمبر – جوزيف دورسي (مواليد 1856) لاعب كرة قاعدة من الولايات المتحدة الأمريكية.
- 16 نوفمبر – ألبرت جوزيف براون (مواليد 1861) سياسي كندي.

### ديسمبر
- 21 ديسمبر – أبلتون أ. ماسون (مواليد 1880)
- 21 ديسمبر – فرانك هيفرنان (مواليد 1892)
- 28 ديسمبر – فلورنسا لورانس (مواليد 1886)
- 31 ديسمبر – روبرت نيلسون والش (مواليد 1864) سياسي كندي.